# Assiologia
L'assiologia, termine derivante dal greco axios (ἄξιος, "valido, degno") e loghìa (λογία da λόγος, logos, "discorso") è la teoria che studia quali siano i valori morali nel mondo distinguendoli dalle mere realtà di fatto. Nel far questo l'assiologia si riferisce, in genere, a una gerarchia ideale, basata metafisicamente, alla quale deve aspirare la scala dei valori umani per avvicinarsi quanto più possibile a essa.

## Storia
È soprattutto in Germania dalla fine del XIX secolo che sono apparsi filosofi che hanno trattato dell'assiologia come Heinrich Rickert, Wilhelm Windelband, o Rudolf H. Lotze.
Quest'ultimo cercò di renderla una disciplina autonoma, reagendo alla trasvalutazione dei valori operata da Nietzsche che aveva negato i valori tradizionali della metafisica, della morale e della religione. Nella sua opera Microcosmo distinse tre regni: regno dei fatti, regno delle leggi universali e regno dei valori: mentre i primi due si riferiscono ai mezzi in una prospettiva meccanicistica, il terzo si riferisce ai fini in una prospettiva spiritualistica.. 
In Francia una corrente assiologica spiritualista si è sviluppata per opera di Louis Lavelle e René Le Senne.
Nel XX secolo uno tra i maggiori assiologi fu Max Scheler, che affermava l'esistenza di una gerarchia eterna di valori ordinati e immutabili, sul modello delle idee platoniche.
Nell'ambito dell'assiologia spesso si considerano l'etica, che tratta del bene morale, e l'estetica, che tratta del bene in senso artistico, come sue parti - si tratta infatti anche in quel caso di discipline filosofiche incentrate sulla nozione di valore. Il filosofo Chaim Perelman ha esteso la concezione assiologica alla retorica e all'argomentazione nel suo saggio Nuova retorica.
L'assiologia prestandosi talvolta a fornire all'etica e all'estetica il sostrato teorico, si avvicina alla teoria dei valori e alla metaetica.
Termine quest'ultimo che è stato molto utilizzato tra il XIX secolo e l'inizio del XX, ma negli ultimi decenni la teoria dei valori è tornata vigorosamente all'interno del dibattito circa la natura del valore e della bontà in generale.

## L'assiologia formale
Uno degli ambiti nei quali la ricerca continua maggiormente è quello della cosiddetta assiologia formale, che consiste nel tentativo di indagare la natura e i fondamenti del valore con rigore matematico.
Il termine è talvolta utilizzato anche in economia, per la quale il contenuto della teoria dei valori è una nozione di bontà definita in maniera molto più soggettiva rispetto a quella dell'etica o dell'estetica (che si occupano della bontà "in sé"), il che conduce le varie discipline ad affermazioni molto diverse tra loro, spesso contrastanti.
Ad esempio, è ben diverso dire che si preferisce Ludwig van Beethoven a Bon Jovi (affermazione relativa al fatto che lo si preferisce) dal dire che Beethoven sia musicalmente superiore a Bon Jovi, indipendentemente dal gusto dell'ascoltatore (affermazione relativa al valore intrinseco della loro musica).

## La neutralità assiologica
L'espressione neutralità assiologica usata da Max Weber nelle sue conferenze (Il saggio e la politica) è passata nell'uso comune nel senso di difendere un punto di vista (nel caso particolare quello dello storico o del sociologo) che mantenga un massimo di oggettività contrapponendosi a ogni giudizio di valore e a ogni critica di ciò che costituisce l'oggetto della sua indagine.
Il libro di Robert M. Pirsig, molto famoso anche in Italia, Lo Zen e l'arte della manutenzione della motocicletta, edito da Adelphi, ha contribuito a diffondere il termine "assiologia" presso i più, sebbene al di fuori di ogni contesto tecnico.